# Aždar Ibragimov
Aždar Ibragimov (Aşgabat, 29 aprile 1919 – Mosca, 20 settembre 1993) è stato un regista sovietico.

## Filmografia parziale

### Regista
- Dela serdečnye (1973)
- Čudak (1979)